# Mikołaj Kreft
Mikołaj Kreft (ur. 18 września 1994) – polski futsalista, zawodnik z pola, reprezentant Polski, obecnie zawodnik Red Devils Chojnice
Mikołaj Kreft jest wychowankiem Arki Gdynia. W latach 2014–2019 był zawodnikiem AZS-u UG Gdańsk. W 2018 roku  zadebiutował w reprezentacji Polski, z którą wziął udział w Turnieju Państw Wyszehradzkich. W tym samym roku znalazł się on w kadrze narodowej na Akademickie Mistrzostwa Świata w Kazachstanie. W pierwszej rundzie sezonu 2019/2020 był zawodnikiem Red Devils Chojnice, następnie powrócił do AZS-u UG.